# Psybadek
Psybadek est un jeu vidéo de sport de glisse développé et édité par Psygnosis, sorti en 1998 sur PlayStation. Le personnage incarné par le joueur est aux commandes d'un hoverboard.

## Accueil
- Jeuxvideo.com : 14/20[2]